# Vieste
Vieste  (latin: Merinum) är en ort och en kommun i provinsen Foggia, i regionen Apulien, Italien. Kommunen hade 13 943 invånare (2017) och gränsar till kommunerna Mattinata, Monte Sant'Angelo, Peschici samt Vico del Gargano.